# Почесний ланцюг Чернівецького міського голови
Почесний ланцюг Чернівецького міського голови — офіційний символ міської територіальної громади Чернівців. Символ влади мера міста.

## Історія
«Почесний ланцюг мера Чернівців», як символ Чернівецької територіальної громади та влади бургомістра, був запроваджений 1908 року у рамках відзначення «500-ліття від першої писемної згадки про Чернівці». 
Її першим володарем був тогочасний керманич міста - Фелікс фон Фюрт. 
Відзнака втратила своє значення після анексії Північної Буковини королівською Румунією, яка намагалась ліквідувати будь-яке нагадування про приналежність Буковини до Австрійської імперії.
Як данина історичним традиціям та пам'яті про «австрійський період» (1775-1918) в історії міста, яке завдячує тому періоду своїм становленням, до «600-ліття від першої писемної згадки про Чернівці» (2008) було вирішено відновити офіційний символ територіальної громади.
Офіційно символ відновили 27 вересня 2007 року.
Першим міським головою, який прийняв Почесний ланцюг, був багаторічний керівник міста Микола Федорук. 

## Опис символу
«Почесний ланцюг міського голови» виготовлений із збереженням задуму та втілення першого ланцюга, втраченого у лихолітті минулого, за ескізами чернівчанина, заслуженого художника України О.І. Криворучка, скульптором, народним майстром України В.Б. Бондаренком у виробничій студії С.І. Зайцева в місті Києві.
У новій редакції символу збережено головний знак ланцюга у вигляді медалі, на якій збережено та викладено українською мовою текст: на аверсі – «Чернівецька громада – вільно обраному голові», на реверсі – «Основою вільної держави є вільна громада».
На аверсі знаку зображена жіноча постать в міській короні (берегиня міста), яка сидить у кріслі на боковій частині якого зображено герб Чернівців. Права її рука сперта на книгу, як символ закону й самоврядування, а ліва – на підлікотник крісла. На тлі зображено ратушу, освічену сяйвом сонця, та книги, що символізують науку й літературу, а також гірлянда із лавра.
На реверсі знаку зображена жіноча постать на весь зріст, у руках якої пальмові гілки, символ миру, злагоди та толерантності. Її руки спираються на кам’яний мур з чотирма цеховими гербами (сільське господарство, торгівля, ремесла та промисловість), що символізує економічний поступ міста.
Основними елементами ланцюга є герби, що чергуються, – два малі державні герби України, два герби Чернівецької області та шість гербів міста Чернівців. Між ланками ланцюга розміщені декоративно-символічні диски у вигляді стилізованих букових горіхів. Діаметр головного знаку (медалі) має 60 мм. Ланцюг виконано в металі із позолотою.

## Статус символу
Відповідно до Положення про офіційний символ Чернівецької міської територіальної громади – «Почесний ланцюг міського голови», цей символ є виявом високої довіри міської громади до вільно обраного нею міського голови та знаком високого обов’язку міського голови перед територіальною громадою.
Вказаний офіційний символ було засновано на вічне користування усіма Чернівецькими міськими головами.
Водночас почесний ланцюг залишається у власності територіальної громади й зберігається в приміщенні Чернівецької ратуші, вручається на користування й зберігання кожному Чернівецькому міському голові на першій сесії новообраної Чернівецької міської ради його попередником або (та) представниками територіальної громади з числа Почесних громадян Чернівців.

## Порядок носіння
«Почесний ланцюг міського голови» одягається й носиться міським головою Чернівців поверх костюма під час його вступу на посаду, відкриття й закриття першої та останньої сесій міської ради кожного скликання, під час церемоній відзначення державних свят, Дня міста Чернівців, урочистих прийомів державних та офіційних делегацій, на інших урочистих загальноміських заходах.